# 齊藤孝浩
齊藤 孝浩（さいとうたかひろ、1965年 - ）は、日本のファッション流通コンサルタント。ファッション流通企業の在庫最適化とキャッシュフロー経営および人材育成を支援するディマンドワークス社の代表。

## 経歴
東京都渋谷区出身。1965年、インテリアショップを営む家庭に長男として生まれる。店頭で接客をする父と、元服飾専門学校講師である母が家業のカーテン加工のために工業用ミシンを踏む背中を見て育つ。 幼い頃から海外に憧れるようなったのは同居し、米軍横田基地でタイピストとして働いた叔母の影響が強い。
私立成城高校を経て、明治大学商学部に入学。
1988年、総合商社株式会社トーメン（現・豊田通商）入社。アパレル部門に配属、国内アパレル向け国内工場委託加工型アパレル生産管理を担当、後に海外アパレル生産受託営業を務め、在任中は大手百貨店とのジョイントベンチャーによる欧州ブランドの日本法人設立にも携わる。
1998年、同社退職後、ビジネスインターンシッププログラムビザを通じて渡米。カリフォルニア州サンディエゴのベンチャー企業に勤務し、世界からアメリカブランドを買い付けに来る小売バイヤー向けのバイイングオフィス、混載輸出業務に従事。
1999年帰国後、アパレルチェーンに勤務。店頭販売、服飾雑貨バイヤーを経て、在庫コントロール部を立ち上げ、商品部長、取締役営業本部長、同経営企画室長を歴任した後、2004年退職。
独立業務請負人=インディペンデント･コントラクターとして、新興企業、新規事業向けの経営コンサルタントとして有限会社ディマンドワークスを設立。
　国内外のアパレルチェーンに詳しく、経済紙誌、業界紙誌への寄稿、コメント、書籍の執筆を行う。 　

## 人物
代表を務めるディマンドワークス社のミッションは、「その一品をお客様に届ける情熱、最後の一点まで売り尽くす執念」を持った行動力のある商売人づくりとある。
また、フリーランスの立場でプロフェッショナルな仕事をするインディペンデントコントラクター（独立業務請負人）としての働きかたを広めることもライフワークとし、この働きかたを普及するNPOインディペンデントコントラクター協会の第3代目理事長を務めた。（2012年ー2018年）

## 著書
・「人気店はバーゲンセールに頼らない」、中央公論新社、2013年
・「ユニクロ対ZARA」、日本経済新聞出版社2014年/日経ビジネス人文庫、2018年
　　中国語簡体字訳　「优衣库 VS ZARA　如此不同如此成功」　中国大百科全書出版社、2017年
・「アパレル・サバイバル」、日本経済新聞出版社、2019年